# Ernst Rösch
Ernst Friedrich Rösch (* 14. September 1867 in Röttlerweiler; † 8. April 1953 in Lörrach) war ein deutscher Politiker (SPD).

## Leben
Rösch wurde als Sohn eines Kaufmanns geboren. Nach dem Besuch der Volksschule in Haagen absolvierte er von 1882 bis 1886 eine Schriftsetzerlehre in Schopfheim. Im Anschluss an seine Ausbildung ging er zunächst auf Wanderschaft. Er engagierte sich gewerkschaftlich, trat im Jahr 1890 in den Buchdruckerverband ein und war später dessen Vorstandsmitglied. Ab 1893 arbeitete er als Schriftsetzer bei der Typografia in Basel. Darüber hinaus war er von November 1904 bis 1912 als Redakteur und Geschäftsführer bei der Arbeiterzeitung in Lörrach tätig.
Rösch trat im Jahr 1893 in die SPD ein und war lange Zeit Mitglied des Vorstandes der Lörracher Sozialdemokraten. Von 1905 bis 1918 war er Mitglied der Zweiten Kammer der Badischen Ständeversammlung im Großherzogtum Baden. Bei der Reichstagswahl im Januar 1912 hatte er erfolglos für den Reichstag kandidiert und auch bei der Wahl zur Deutschen Nationalversammlung 1919 errang er kein Mandat.
Im Januar 1919 wurde Rösch in die Verfassunggebende Landesversammlung der Republik Baden gewählt, in der er bis Oktober 1919 das Amt des Schriftführers bekleidete. Im Anschluss war er bis 1925 und erneut von 1929 bis 1933 Abgeordneter des Landtages der Republik Baden.
Nach der Machtübernahme der Nationalsozialisten wurde Rösch kurzzeitig verhaftet. Nach 1945 beteiligte er sich an der Neugründung der SPD Lörrach.

## Ehrungen
Im Jahr 1948 wurde Rösch das Ehrenbürgerrecht der damals noch selbstständigen Gemeinde Haagen (heute Ortsteil der Stadt Lörrach) verliehen, womit sein Einsatz für die Erhaltung der Burgruine Rötteln honoriert wurde.